# Curt Siodmak
Kurt (Curt) Siodmak (Dresden, 10 augustus 1902 – Three Rivers, 2 september 2000) was een Duits-Amerikaanse scenarioschrijver en auteur.
Curt Siodmak studeerde wiskunde, voordat hij begon te schrijven. In 1929 schreef hij samen met Edgar G. Ulmer en zijn broer Robert het scenario voor de film Menschen am Sonntag. Daarna emigreerde hij naar Groot-Brittannië en vervolgens naar de VS. Daar brak hij bij Universal door als scenarioschrijver met de horrorfilm The Wolf Man (1941). Ook in de volgende decennia schreef hij romans en filmscenario's, in het begin vooral horror en later sciencefiction. Bovendien regisseerde hij ook zelf een aantal films.
Hij stierf in 2000 op 98-jarige leeftijd.

## Romans (selectie)
- 1933: F.P.1 Doesn't Answer
- 1939: Black Friday
- 1942: Donovan's Brain
- 1954: The Beast with Five Fingers
- 1952: Whomsoever I Shall Kiss
- 1954: Riders to the Stars
- 1959: Skyport
- 1964: For Kings Only
- 1968: Hauser's Memory
- 1971: The Third Ear
- 1974: City in the Sky
- 1981: Frankenstein Meets Wolfman
- 1992: Gabriel's Body

## Filmografie (selectie)
- 1930: Menschen am Sonntag
- 1931: Der Mann, der seinen Mörder sucht
- 1934: La crise est finie
- 1940: The Invisible Man Returns
- 1940: Black Friday
- 1941: The Wolf Man
- 1942: Invisible Agent
- 1943: Son of Dracula
- 1943: Frankenstein Meets the Wolf Man
- 1943: I Walked with a Zombie
- 1944: House of Frankenstein
- 1946: The Beast with Five Fingers
- 1949: Tarzan's Magic Fountain
- 1950: Swiss Tour
- 1952: Bride of the Gorilla (tevens regie)
- 1954: Riders to the Stars
- 1956: Curucu, Beast of the Amazone (tevens regie)
- 1962: Das Feuerschiff
- 1962: Sherlock Holmes und das Halsband des Todes
- 1966: Ski Fever (tevens regie)